# Tetragonoderus intersectus
Tetragonoderus intersectus är en skalbaggsart som beskrevs av Ernst Friedrich Germar. Tetragonoderus intersectus ingår i släktet Tetragonoderus och familjen jordlöpare. Inga underarter finns listade i Catalogue of Life.